# 폴 세잔
폴 세잔(프랑스어: Paul Cézanne, 문화어: 폴 세쟌느, 1839년 1월 19일 ~ 1906년 10월 22일)은 프랑스의 대표적 화가로서 현대 미술의 아버지이다.

## 그의 생애와 작품 활동

### 유년 시절과 가족들
세잔은 이탈리아 피에몬테주 서부에 있는 체사나라는 마을에 살았다. 그들의 성 세잔은 본래 이탈리아에서 유래된 이름이다. 폴 세잔은 1839년 1월 19일, 남프랑스에 있는 액상프로방스에서 태어났다. 태어나고 약 한달 뒤인 1839년 2월 22일에는 그의 할머니를 대모로, 삼촌인 Louis를 대부로 성당에서 세례를 받았다. 그의 아버지인 루이스 아우구스테 세잔(Louis-Auguste Cézanne - 1798~1886)은 한 은행의 공동창업자였는데, 이 은행은 폴 세잔이 살아있는 동안 번영하여 폴의 경쟁자들에겐 불가능했던 경제적인 지원을 지속적으로 받을 수 있었다. 결과적으로 폴은 큰 유산을 상속받을 수 있었다. 그러나 반대로 그의 어머니였던Anne Elisabeth Honorine Aubert (24 September 1814 – 25 October 1897)는 로맨틱하고 명량했지만 범죄를 저지르는데 빨랐다. 폴이 그의 인생에 대한 방향과 비전을 잡는데 그의 어머니로 영감을 얻었다. 그에겐 매일 초등학교를 함께 다니던 매리(Marie)와 로즈(Rose), 두 여동생이 있었다.폴이 열살이 되던 해에 그는 엑스에 있는 성 요셉 학교에 입학했다. 1852년, 그보다 낮은 학년에 있던 에밀 졸라를 비롯하여 Baptistin Baille를 만났던 Collège bourbon(지금은Collège Mignet)에 입학했다. 이후 세 친구는"les trois inséparables" (the three inseparables – 분리될 수 없는 세 사람) 로 알려졌다. 마지막 2년은 통학을 했지만, 그는 이 학교에서 6년간 지냈다. 1857년, 그가 스페인 신부인 Joseph Gibert로부터 미술을 공부했던 Free Municipal School of Drawing in Aix에 다니기 시작했다. 1858년과 1861년 사이에는 미술 수업을 병행하며 그의 아버지의 바램에 따라 University of Aix에서 법학을 공부했다. 1861년, 폴 세잔은 그의 미술적 발전을 위하여 그의 아버지가 원하는 법학을 버리고 아약스를 떠나 파리로 떠났다. 그의 결정에 있어서 이미 파리에서 공부하고
파리에서 세잔은 인상파 화가였던 카미유 피사로를 만나게 된다. 처음 1860년대 중반 세잔과 피사로의 친분은 스승과 제자의 관계였는데, 이로 인해 피사로는 세잔에게 중대한 영향을 끼치게 되었다. Louveciennes와 Pontoise에서 10년이 넘게 함께 풍경화를 그리면서 둘의 관계는 합작하는 평등한 관계로 발전하였다.
세잔의 초기 작품들은 풍경화가 많았는데 그 중에는 특히 상상으로 그려진 중후하고 큰 풍경화도 있었다. 나중 그의 작품들은 직관적인 관찰과 빛을 이용한 화풍을 띠게 되었다. 그럼에도 불구하고 그의 성숙된 작품들에서는 거의 건축에 가까운 굳어진 스타일을 추구하였다.
그는 한평생 동안 그가 실제 눈에 보이는 것에 가장 가깝게 표현할 수 있는 화법을 찾아 가장 현실적으로 표현하려고 노력했다. 결과적으로 그는 구조적으로 간단한 형태와 간단한 색채를 사용하였다. 그는 “나는 무언가 단단하고 박물관 속 미술처럼 오래가는 인상(impressionism)을 만들고 싶다.”라고 말한 것과, 그가 Poussin의 “After Nature”를 재구성하는 것은 그가 전통적인 구성과 자연을 관찰하는 것을 통합하고 싶어하는 열망을 강조했다.

### 에밀 졸라와의 관계
1852년 세잔은 친구들에게 괴롭힘을 당하던 가난하고 병약한 소년을 구해주었는데 그가 곧 훗날의 소설가 에밀 졸라였다. 이후 두 사람은 어린 시절을 함께 보냈고 30여년간 편지를 교환하며 예술을 논했다. 죽마고우였던 에밀 졸라와의 관계는 그가 대표작 《루공 마카르 총서》의 열 네 번째 소설 〈작품〉(L'oeuvre) 속에 등장시킨 자살로 생을 마감하는 재능 없는 화가 클로드의 모델이 세잔이라는 이야기가 나오면서 파국을 맞았다. 작품 속에 등장하는 화가의 상황이 세잔 본인과 비슷했고 다른 등장인물들 또한 졸라를 비롯한 실제 인물들과 유사했기에 세잔은 큰 충격을 받았다. 졸라가 보내준 소설을 읽은 세잔은 1886년 4월 그에게 "이렇게 훌륭히 추억을 담아주어 감사하다~"라는 내용의 편지를 보내 30여년의 우정에 결별을 선언하고 다시는 그와 만나지 않았다. 그러나 세잔은 졸라가 죽었을 때 크게 슬퍼했다고 한다.두 사람의 우정과 갈등은 훗날 《나의 위대한 친구, 세잔》(Cezanne et moi , Cezanne and I, 2015)이라는 영화로 만들어졌다.

### 입체파
세잔은 자연을 단순화 시킬 때 기하학적 모양으로 변하는 사실에 흥미를 느꼈다. 그는 자연을 원기둥, 구, 그리고 원뿔로 다루고 싶어했다. (예를 들어 통나무는 원기둥으로, 사과와 오렌지는 구로 인식하는 것처럼 말이다.) 게다가 지각의 진실을 포착하고 싶어하는 세잔의 욕망은 두 눈으로 관찰하는 것을 생생하게, 혹은 살짝 다르게 해석하여 관객이 이전의 이상적인 관점과는 다른 심미적 경험을 느낄 수 있도록 이끌었다. 세잔의 혁신은 비평가들로 하여금 그의 다양한 설명들을 병든 망막, 맑은 시각, 그리고 증기 기관차의 영향이라고 평가하게 만들기도 했다.

### 작품 전시와 주제
세잔의 작품들은 1863년 Salon des Refusés에서 처음으로 전시되었지만 전시된 작품들은 공식적인 Paris Salon의 배심원단에게 수용되지는 않았다. Salon은 세잔의 작품들을 1864년부터 1869년까지 매년 거부했다.그는 Salon에 1882년까지 작품을 제출했다. 그 해에, 동료 화가인 Antoine Guillemet의 도움으로 Salon이 수용한 유일한 작품인 Portrait of Louis-Auguste Cézanne, Father of the Artist, reading 'l'Evénement', 1866 (National Gallery of Art, Washington, D.C)을 전시했다. 1895년 이전 세잔은 인상파 작가들과 함께 2번의 전시회를 열었다. (첫 번째 인상파 전시회는 1874년이었고 세 번째 인상파 전시회는 1877년이었다.) 1895년 세잔에게 Ambroise Vollard가 개인전시회를 열어줄 때까지 다양한 장소에서 개인작들이 전시되었다. 그에게 대중적 인기와 재정적인 성공이 있었지만 세잔은 예술적 고립속에서 작업하기로 결정했다. 그는 주로 파리에서 먼 남프랑스 지방에서 머무르며 작품 활동을 했다.
그는 몇가지 주제에 집중하였는데, 정물화, 인물화, 풍경화를 비롯해 목욕하는 사람을 연구하는데 균등한 시간을 할애했다. 결국에는 세잔은 누드 모델이 부족하여 상상으로 그리기도 했다. 그의 풍경화들처럼 인물화도 아내, 아들 그리고 주변 이웃들 뿐만 아니라 어린 아이들과 미술 경매장 딜러까지 주인공으로 사용했다. 그의 정물화는 디자인이 화려했고 두껍고 납작한 작업대에 그려졌으며Gustave Courbet의 작품들을 연상시켰다. 그가 현대 Aix 외곽에 위치한 그의 스튜디오(atelier)에 남긴 작업대는 아직 찾아지지 않았다.
세잔의 후기 작품들에 종교적인 색채는 자주 나타나지 않았지만 그는 로마 가톨릭의 신자였고 “내가 작품을 평가할 때, 나무나 꽃같이 하느님이 만드신 물체 곁에 두고 평가한다. 만약 작품과 물체가 대립된다면, 그것은 예술이 아니다.”라고 말하기도 했다.
세잔의 작품들은 엑스의 부르주아층에게 잘 수용되지 않았다. 앙리 로슈포르 (Henri Rochefort)는 졸라가 소유한 그림들이 경매에 올라온 경매장에 갔다가 1903년 3월 9일, L'Intransigeant 에 “추함을 위한 사랑”(Love for the Ugly)라는 제목으로 비평을 실었다. Rochefort는 “세잔이라는 이름을 가진 울트라-인상파”가 그린 그림들을 보면서 얼마나 우스웠는지를 자세하게 묘사했다. 사실 세잔이 그린 그림은 “졸라에게 전하는 예술적 안부”(The Art Dear To Zola)라는 의미를 담고 있었으나Rochefort는 당시 독일에게 국방기밀을 넘겨준 프랑스의 관료와 그림을 연결지었다. Aix 사회는 충격을 먹었고, L'Intransigeant의 복사본들이 세잔의 집 문 앞 발판에 나타나 “당신은 우리의 불명예”(He was Dishonoring) 라는 메시지와 함께 그가 떠나기를 촉구하기도 했다.

### 죽음
어느날, 세잔은 밭에서 그림을 그리던 중 폭풍에 갇히고 말았다. 폭우가 쏟아지는 상황에서 2시간 그림을 그리고 집으로 가기로 결정했으나 집으로 오는 도중에 쓰러지고 말았다. 세잔은 지나가던 마차에 발견되어 집으로 돌아왔다. 그의 집에서 일하는 늙은 집사가 팔과 다리를 주물러 원래 혈색으로 돌아왔다.
이튿날, 그는 계속해서 그림을 그리러 나갔으나 얼마 후에 다시 쓰러졌다. 그와 함께 일하던 모델이 도움을 요청하여 집으로 돌아와 침대로 옮겨졌지만 세잔은 이후로 일어나지 못했다. 며칠 뒤, 1906년 10월 22일 그는 숨을 거두었다. 사인은 폐렴이었으며, 그의 유해는 고향 엑상프로방스에 있는 묘지에 안치되었다.

## 세잔의 주요 활동기

### 파리 1861~1870, 어둠의 시기
1863년, 나폴레옹 3세는 Salon des Refusés라는 법령을 만들어Académie des Beaux-Artswere에 전시되어야 하는 작품들을 거부하게 만들었다. 작품 전시가 거부된 작가들 중에는 당시 혁신적이라고 평가받던 어린 인상파 화가들도 있었다. 세잔은 그들의 스타일에 영향을 받았지만 그의 사회적인 관계는 좋지 않았다. (세잔은 불손하고 부끄러움을 많이 타고, 화를 잘 내는 사람이였던 것으로 보인다.) 이 시기에 그의 작품들은 어두운 색깔의 사용과 검은색의 비중이 높은 것이 특징이다. 1859년 Aix-en-Provence 에 있는 École Spéciale de dessin에서 그리던 수채화들과 스케치들과는 크게 대조된다. 표현의 격렬함 또한 그의 전 작품들과 크게 대비되었다.
1866~1867년에, Courbet의 예시에서 영감을 얻은 세잔은palette knife를 이용하여 작품 몇개를 그렸다.
세잔은 대부분이 인물화인 이 작품들을 두고 une couillarde("비싼 에너지를 나타내기 위한 거친 단어")라고 불렀다. Lawrence Gowing은 세잔의 palette knife 작품들을 두고 “이것은 현대 표현주의의 발명이기도 했지만 감정을 표출하는 수단으로서 활용되는 예술의 첫 등장이기도 하다.”라고 평가했다.
Couillarde 작품들 중에서는 세잔의 삼촌이었던 Dominique의 인물화를 통해 “단편적인 인상으로 정의 될 수 있는” 스타일을 발견하였다. 어둠의 시기 후기의 작품들 중에는Women Dressing (c.1867), The Rape (c.1867), 그리고 The Murder (c.1867–68) 폭력적이거나 에로틱한 작품들도 있다.

### 인상파 시기, 파리와 프로방스, 1870~1878
1870년 7월 보불전쟁이 발발하고 세잔과 부인 마리오르탕스 피케 (Marie-Hortense Fiquet)는 파리를 떠나 마르세유 근처에 있는 레스타그 (L’Estague)로 향했다. 그곳에서 세잔의 작품 테마는 대부분이 풍경화로 변하였다. 1871년 1월에 세잔은 병역 기피자로 낙인 찍혔지만 그 다음달인 2월에 전쟁이 끝나면서 세잔과 그의 부인은 1871년 여름에 다시 파리로 돌아왔다. 1872년 1월, 아들 폴 (Paul)이 태어나고 그들은 파리 근처에 있는 오베르쟁발두아즈 (Auversin Val-d'Oise)로 이사를 갔다. 세잔의 어머니는 가정사에 대한 소식을 들을 수 있었지만 세잔은 아버지의 분노를 두려워하여 소식을 알리지 않았다. 세잔은 아버지로부터 100프랑만을 사용할 수 있도록 허가받았다. 카미유 피사로는 당시 P퐁투아즈에 살고 있었다. 오베르와 퐁투아즈에서 세잔과 그는 함께 풍경화를 그렸다. 오랜 세월이 흐르고, 세잔은 피사로의 제자로 소개했으며, 그를 “하나님 아버지”라고 부르며 “우리는 모두 피사로의 가지이다.”라고 말하기도 했다. 피사로의 영향 아래 세잔은 어두운 색을 탈피하여 그의 캔버스는 한층 더 밝아졌다.
마르세유 지방에 오르탕스를 벗어나 세잔은 파리와 프로방스 사이로 이사하여 그의 첫 전시회(1874)와 인상파 전시회(1877)을 열었다. 1875년, 그는 빅토르 쇼케 (Victor Chocquet)의 관심을 끌어 재정적인 지원을 받았다. 그러나 세잔이 전시한 그림들은 우스웠고, 잔인했으며, 빈정거림이 있었다. 비평가 루이 르루아 (Louis Leroy)는 세잔이 그린 쇼케의 초상화를 보고 “이 이상한 머리와 오래된 부츠를 보고 임신한 여자의 뱃속에 있는 아기가 세상에 태어나기도 전에 황달에 걸릴 것 같다.”라고 말하기도 했다.
1878년 3월, 세잔의 아버지는 오르탕스에 있는 것을 알아내고는 세잔에게 경제적인 지원을 끊으려고 하였으나 그 해 9월에 세잔의 가족을 위해서 400프랑을 주었다. 1880년대 초반에 세잔을 위해 Louis-Auguste가 스튜디오(Jas de Bouffan)를 지어주기 전까지 파리와 프로방스 지방을 계속 돌아다녔다. 이 스튜디오는 윗층에 있었는데 매우 큰 창문이 있어서 처마 사이로 불빛이 들어왔다. 이 형태는 오늘날에도 그대로 유지되고 있다. 세잔은 L’Estaque에 정착하였다. 1882년 그는 르누아르와 함께 작업을 하였고 1883년에는 르누아르와 모네를 방문하였다.

### 성숙기, 프로방스, 1878~1890
1880년대 초반 세잔의 가족이 프로방스 지방에 정착한 후 얼마 동안 체류하는 것을 제외하고는 그 지역에서 계속 살았다. 이 이동은 파리 중심적이던 인상파들이 세잔의 고향이 있는 남쪽으로 중심을 옮기는 역할을 하였다. Hortense의 형제 중에 Estaque에Montagne Sainte-Victoire가 보이는 집을 소유하고 있었다. 1880~1883년 사이에 산을 배경으로 그려진 그림들과 1885~1888년 Gardanne에서 그려진 그림들은 종종 ‘건설기’(The Constructive Period)라고 불리기도 한다. 1886년에는 세잔의 가족들에게 터닝포인트가 되는 해였다. 세잔은 오르탕스와 결혼하였다.
이 해에, 또한 세잔의 아버지가 돌아가시고 세잔에게 1859년에 산 사유지를 남겼는데, 그의 나이 47세였다. 1888년에 가족은 편리를 제공하는 넓은 땅이 있는 대저택 Jas de Bouffan으로 옮겼다. 이 저택은 현재 땅이 줄어들었지만 시 소유로 공공을 위해서 개방되어 있다.
또한 이 해에 세잔의 친구이던 에밀 졸라와의 친분도 깨어졌다.

### 마지막 시기, 프로방스 1890~1905
자드부팡에서의 이상적인 시기는 일시적이었다. 1890년부터 그의 죽음까지 성가시게 하는 일들이 계속해서 일어나 그림을 그리는 것은 거의 미루어두었고 거의 은둔자처럼 지냈다. 그가 그린 그림들은 이제 유명해져 젊은 화가들에게는 존경의 대상이 되었다.
1890년 당뇨병에 걸려 성격이 불안정해졌고, 인간관계가 꼬이기 시작한 것이 문제의 발단이 되었다. 그는 아내와 아들과의 관계 회복을 기대하면서 스위스로 여행을 떠났지만, 다시 돌아올 때 그는 혼자 프로방스로 돌아왔고 아내와 아들은 파리로 돌아왔다. 결국 금전적인 문제로 아내가 프로방스로 돌아왔지만 함께 살지는 않았다. 세잔은 어머니와 누이와 함께 살기 위해 이사했다. 1891년에는 가톨릭신앙으로 돌아왔다.
세잔은 예전에 하던대로 자드부팡 (Jas de Bouffan)과 파리를 오가며 그림을 그렸다. 1895년에는 Bibémus Quarries를 방문하였고 생트빅투아르산에 올랐다. 환상적인 풍경에 매료된 그는 1897년에 그곳에 작은 방을 얻어 풍경화를 그렸다. 형상들은 초기 “Cubist” 스타일에 영감을 주었으리라 믿어지고 있다. 그 해에는 그의 어머니가 돌아가시는 슬픈 사건이 일어나기도 했지만, 그의 아내와 다시 재결합하는 기회를 제공하기도 했다. 그는 Jas de Bouffan의 집을 팔고 스튜디오를 지은 Rue Boulegon으로 이사했다.
그러나 그의 인간관계는 폭풍 속이었다. 그는 혼자만 있을 수 있는 공간을 원했다. 1901년에는, 엑스 지방의 고지대에 위치한 셰르맹데로브 (Chermin des Lauves) 근교에 땅을 사서 스튜디오를 지었다. (현재는 공공을 위해 개방되어 있다.) 세잔은 1903년에 그곳으로 이사를 갔다. 1902년에는 그의 모든 유산을 아내가 아닌 아들에게 물려주는 작업을 했다. 다시금 그의 부부관계는 파탄이 났고, 아내는 세잔 어머니의 유품을 불태워 없애버린 것으로 알려졌다. 1903년부터 그가 죽음을 맞이할 때까지 스튜디오에서 그림을 그리는 것에 몰두하였고 1904년에는 그의 집에 손님으로 있던Émile Bernard와 함께 작업을 했다. 그의 죽음 이후에 Atelier Paul Cézanne, 혹은 les Lauves라 불리는 기념물이 되었다._.

## 철학자모리스 메를로퐁티가 쓴 에세이: 세잔의 의심
실존주의와 현상학에 대한 연구로 유명한 프랑스인 철학자 모리스 메를로퐁티는 세잔의 스타일적인 접근법과 화법을 분석하여 에세이로 남겼다. 1945년 “세잔의 의심”( Cézanne's Doubt)의 제목이 붙은 그의 에세이에서 눈에 비친 상을 그대로 캡처하여 살아있는 지각을 얻기 위해 전통적인 미술의 기법(상의 정렬, 색을 구분하는 바깥 테두리, 단일 관점 등)들을 어떻게 포기했는지 서술했다.그는 그의 눈에 보이는 것을 생각하기 보다는 보고 느끼고 싶어했다. 궁극적으로, 그는 보는 것이 곧 만지는 것이 되는 경지를 추구했다. 그는 붓으로 한획을 긋고 몇시간을 기다리는 경우가 허다했는데, 왜냐하면 한 획, 한 획마다 “공기와, 빛과, 물체와, 구성과, 테두리, 그리고 스타일”을 함유하고 있어야 한다고 생각했기 때문이다. 이러한 스타일을 추구했기 때문에 세잔은 100여개의 작품을 한꺼번에 작업했을 것이라고 추측한다. 세잔은 그림을 그리는 동안 이미 지나가버린, 다시 돌아오지 않을 순간을 잡는 것이라고 믿었다. 그가 그림을 그리는 환경은 그림을 그리는 현실의 일부분이 되었다. 세잔은 이렇게 말했다. “미술은 개인적인 통각이며, 자신이 이해한 것을 그림에 구성하여 그려 넣을 수 있어야 한다.”

## 세잔의 유산
1906년 세잔이 죽은 이후, 1907년 9월에, 파리에서 그의 작품들을 모아 큰 박물관 같은 회고전이 열렸다. 1907년 Salon d'Automne에서 열린 세잔의 회고전은 파리에 있는 아방가르드(avant-garde)의 방향성에 큰 영향을 미쳤으며, 그의 위치를 19세기의 가장 영향력 있는 화가로 격상되었고, 입체파의 아버지로 평가받았다.
세잔의 기하학적인 명료화와 광학 현상에 대한 탐구는 피카소, 브라크, 메챙제, 글레이즈, 그리스에게 큰 영향을 미쳐 같은 물체를 다양한 관점에서 바라보며 형상을 재구성하는 실험을 하게 되었다. 세잔은 20세기 가장 혁신적인 미술 영역에 큰 영감을 주어 현대 미술의 발전에 큰 기여를 하였다. 그의 뜻을 기려 Aix en Provence시에서는 프랑스에서 미술 발전에 큰 기여를 한 사람에게 세잔 메달(Cézanne medal)을 수여한다.
세잔의 작품인 “빨간 조끼를 입은 소년”(The Boy in the Red Vest)는 2008년 스위스 박물관에서 도난당하였으나 2012년 세르비아 경찰에 의해 복원되었다.

## 주요 작품
《붉은 조끼를 입은 소년》, 《카드 놀이를 하는 사람》, 《목욕하는 여인》, 《아버지의 초상》, 《여자와 커피포트》, 《프로방스의 산》, 《에스타크의 바위》, 《생트 빅트와르의 산》

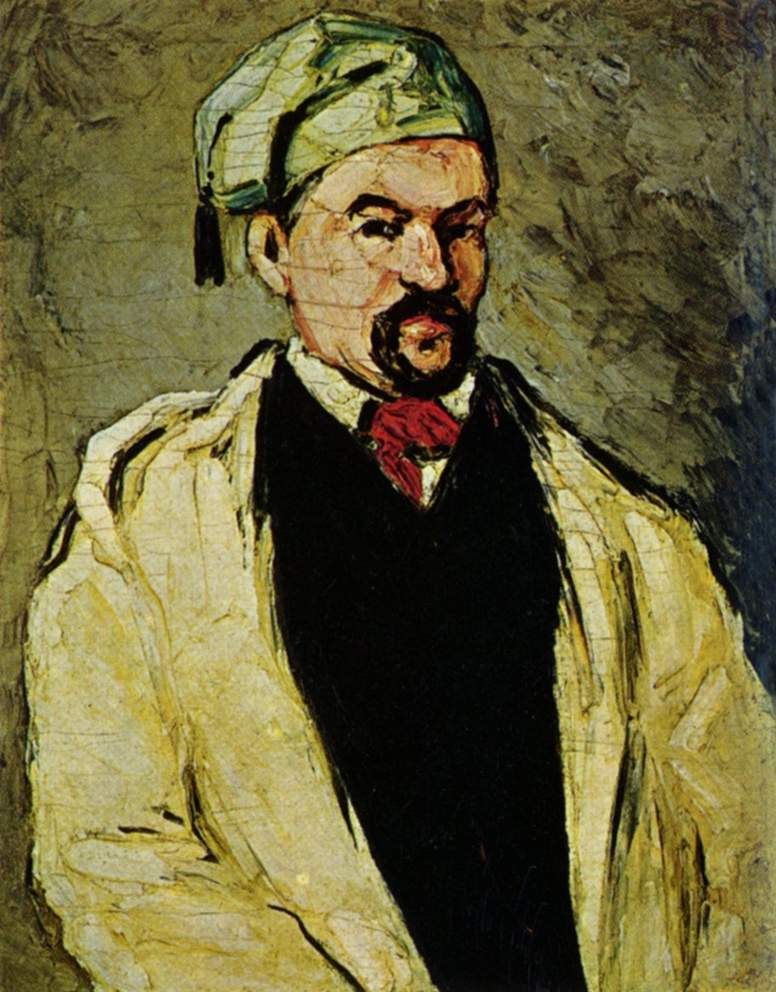
Portrait of Uncle Dominique, 1865-1867, 메트로폴리탄 미술관
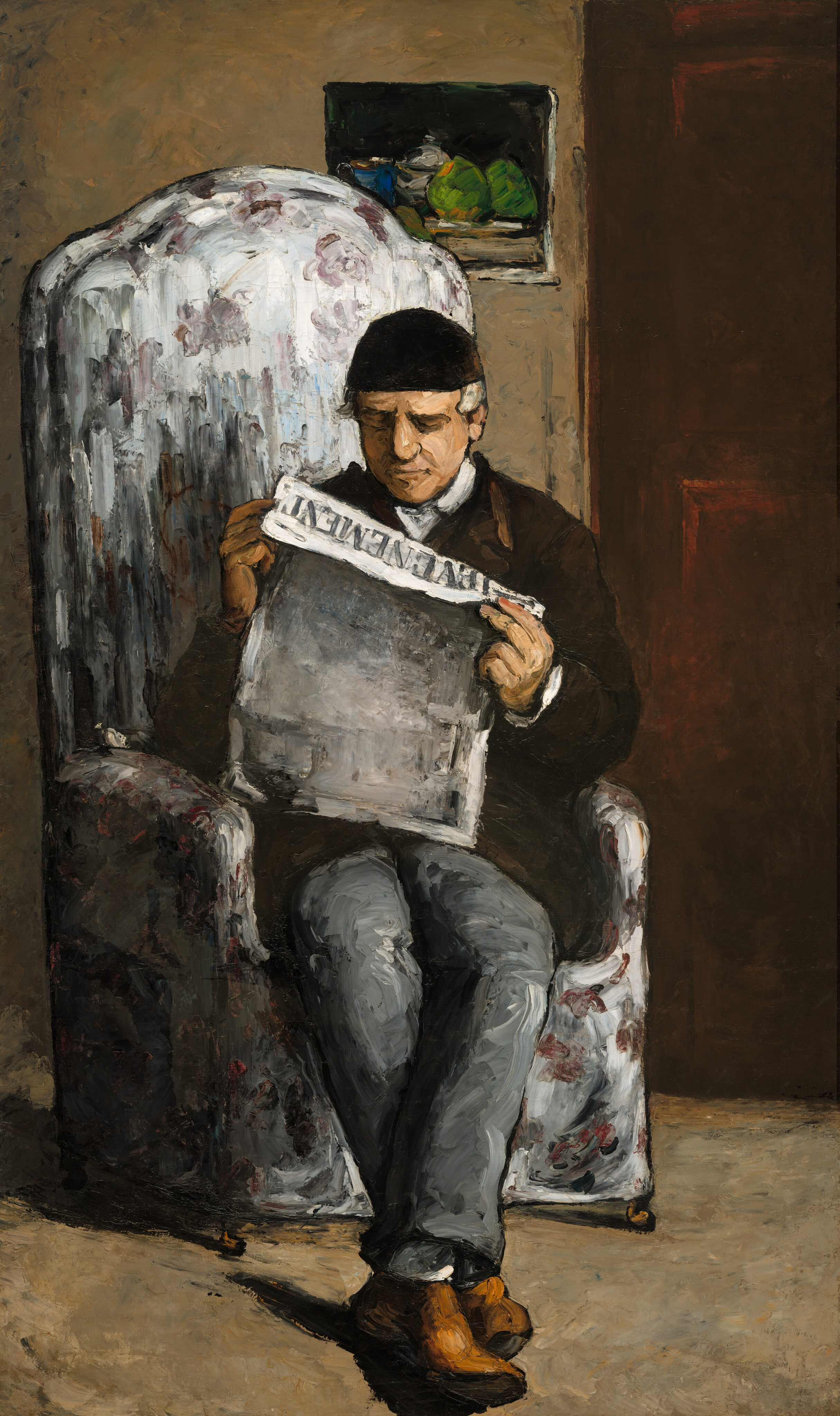
Portrait of the Artist's Father Louis-Auguste Cézanne, Reading,(아버지의 초상) 1866, 내셔널 갤러리 오브 아트, 워싱턴 D.C.
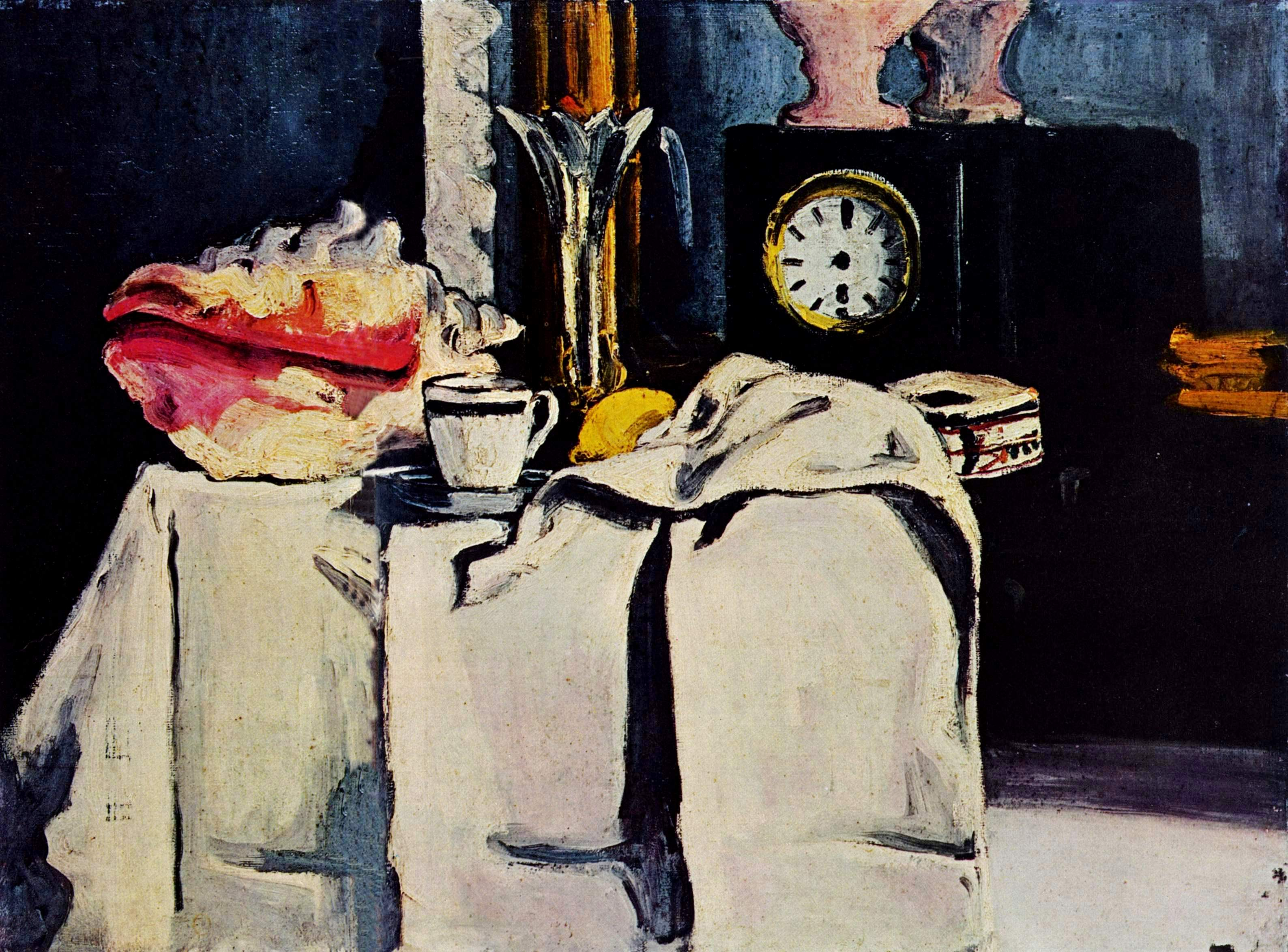
The Black Marble Clock, 1869-1871
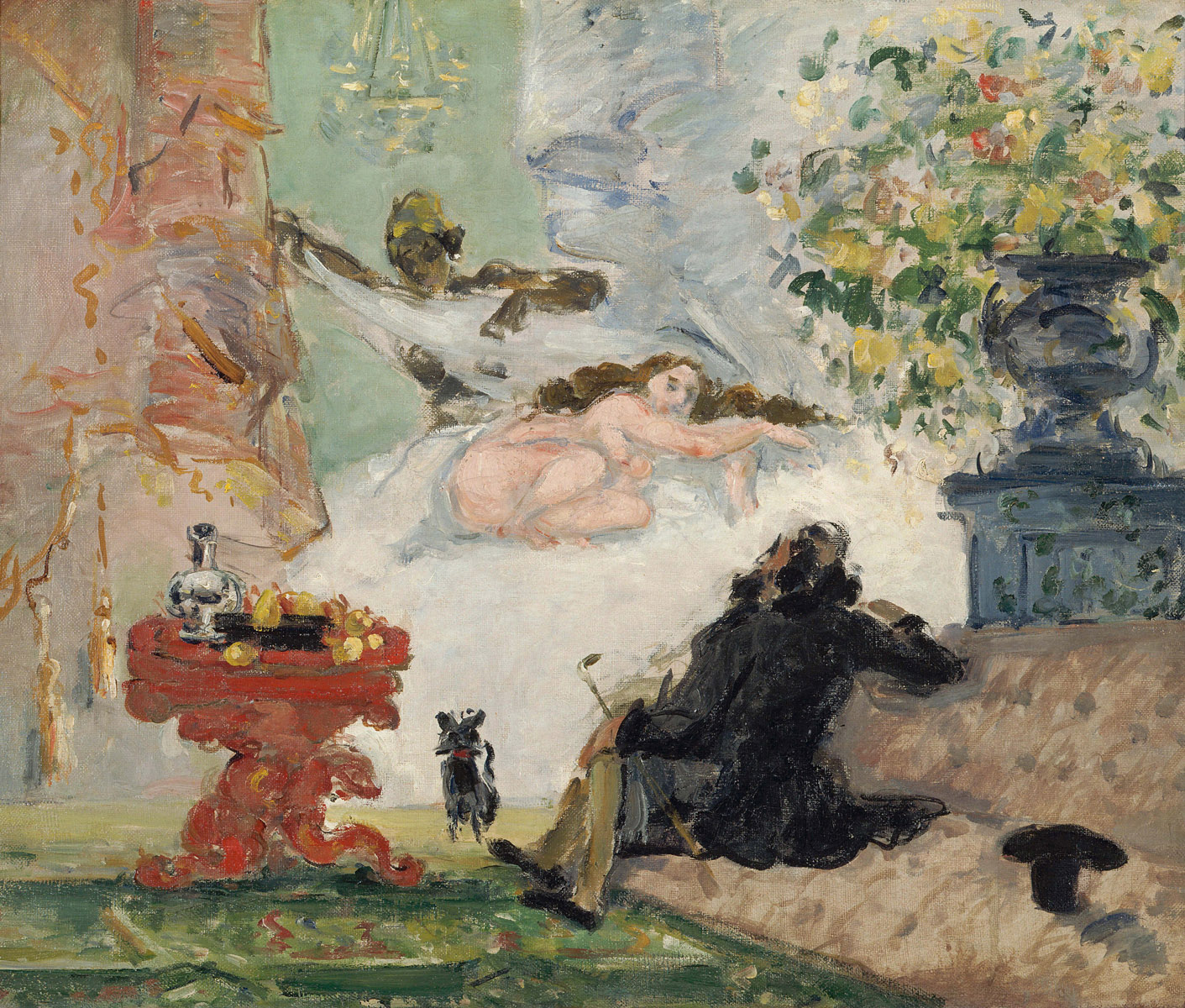
A Modern Olympia, 1873-1874, 오르세 미술관
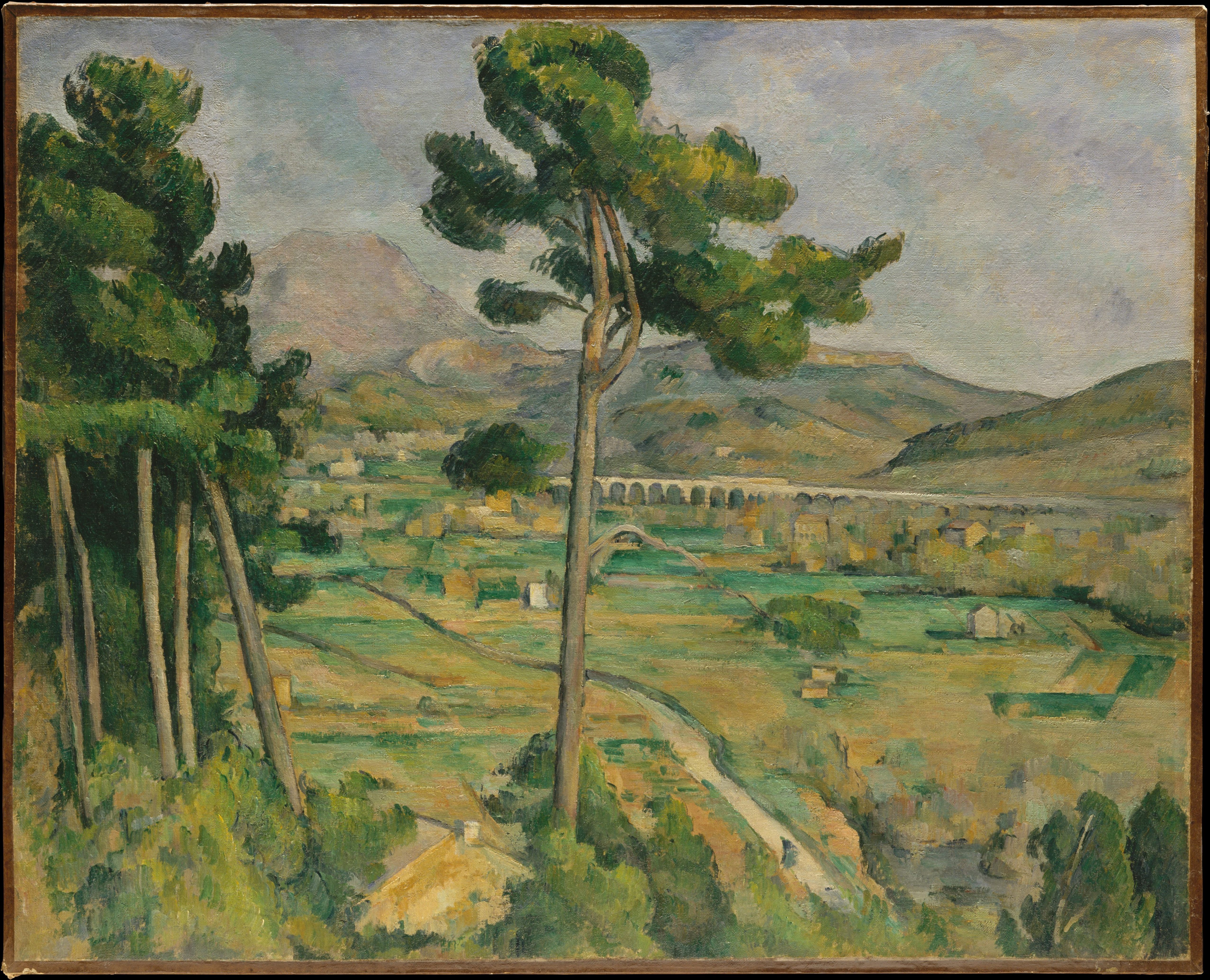
Montagne Sainte-Victoire, 1882-1885, 메트로폴리탄 미술관
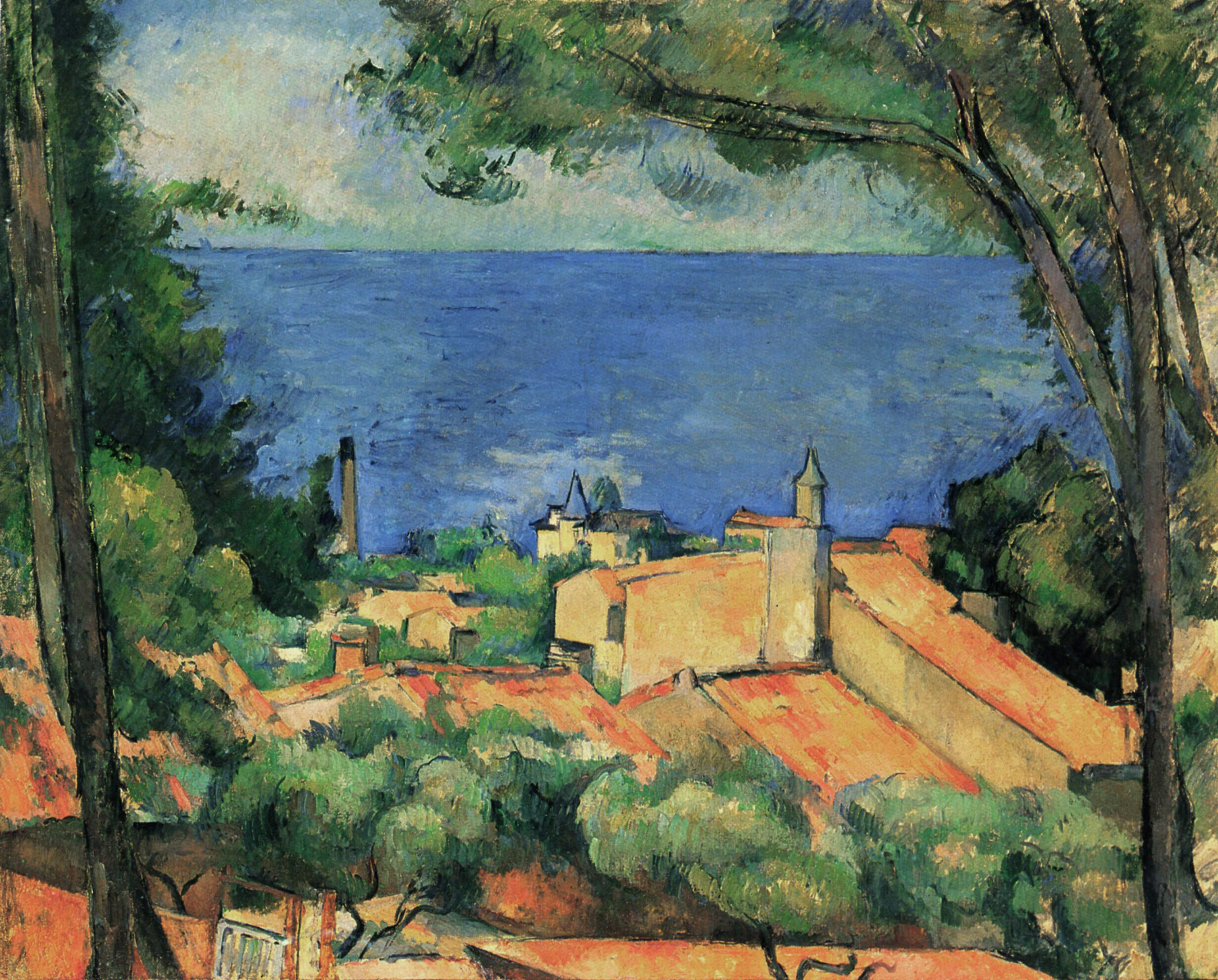
L'Estaque, 1883-1885
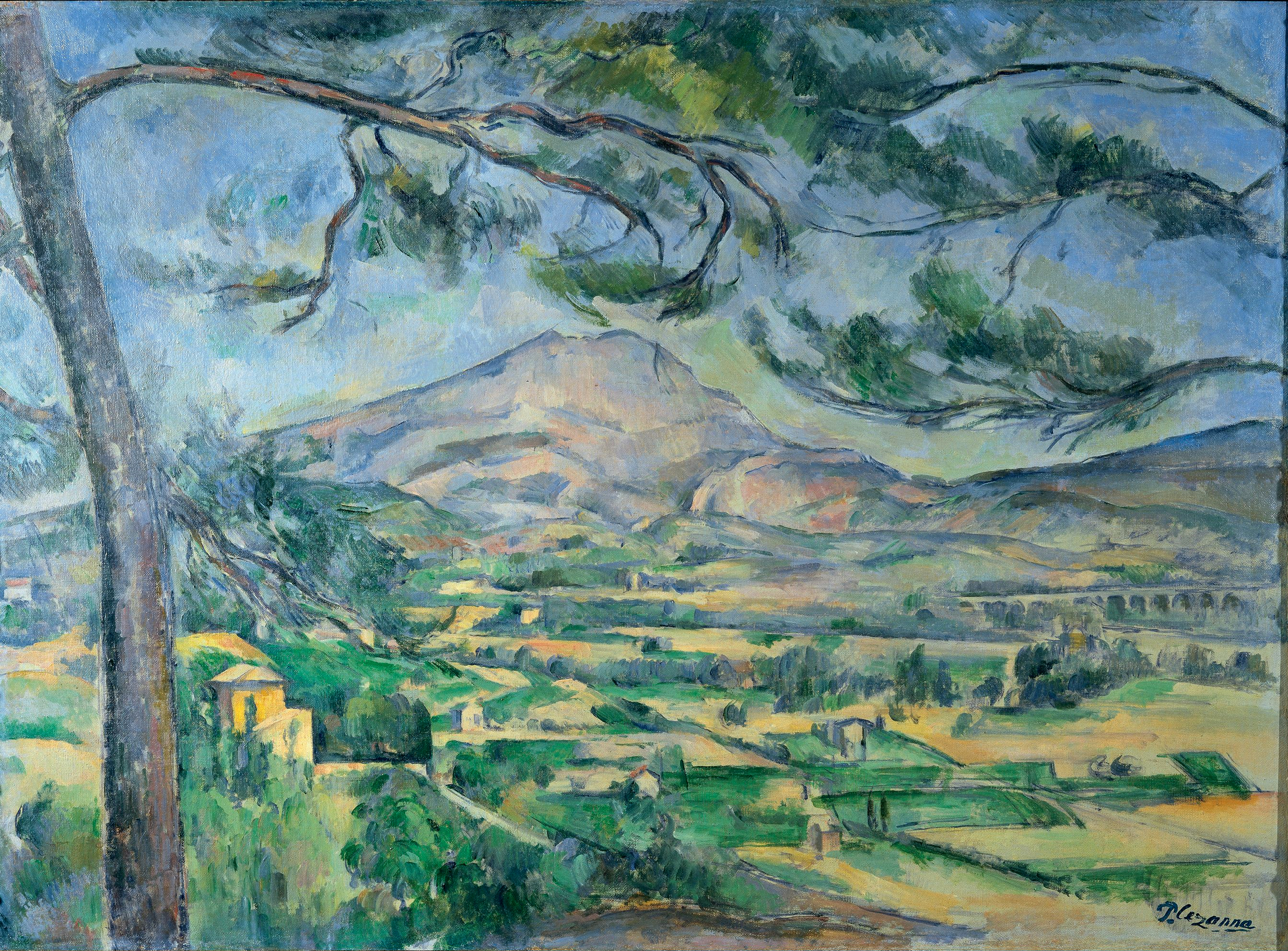
Mont Sainte-Victoire, 1885-1887
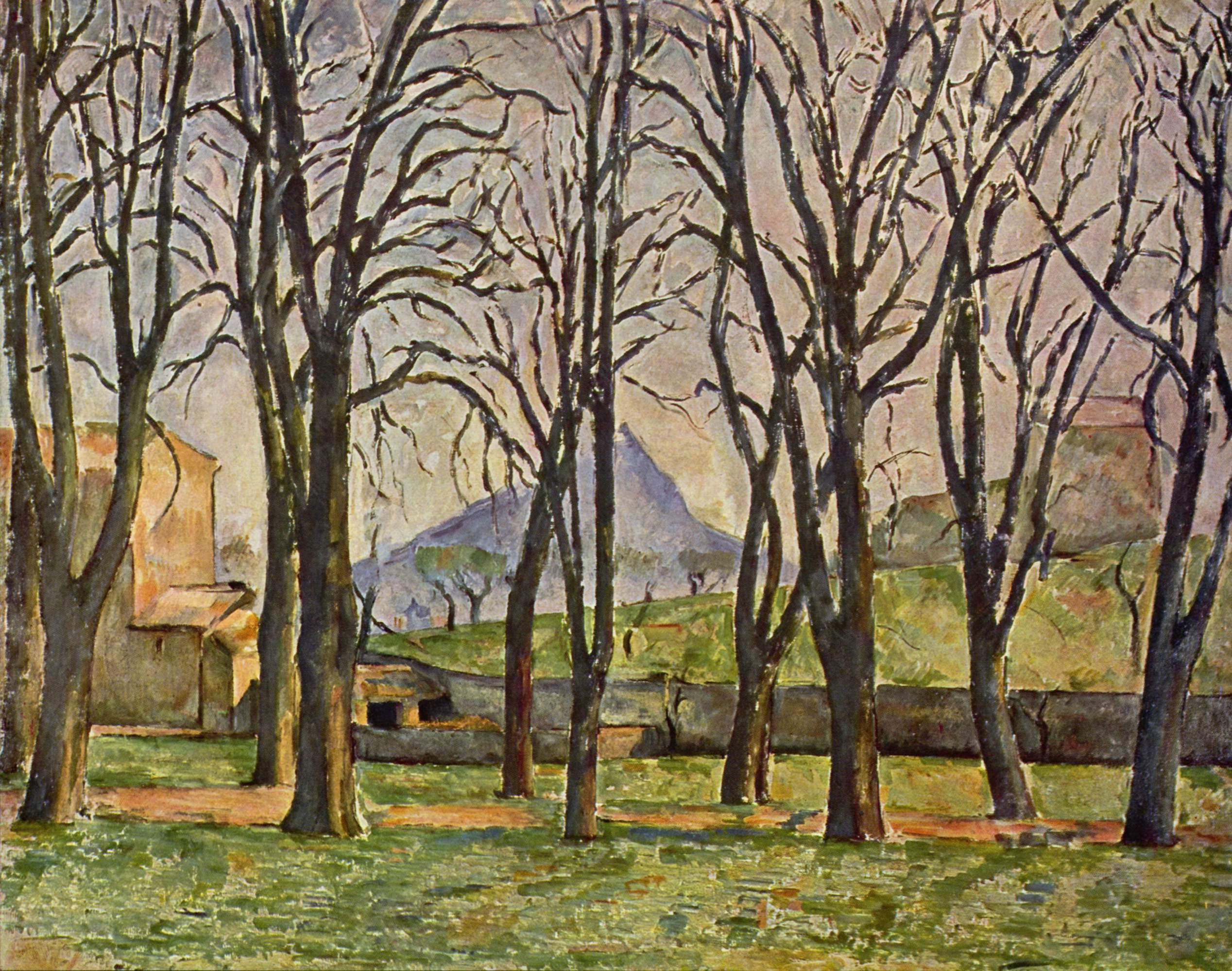
Jas de Bouffan, 1885-1887, Minneapolis Institute of Art
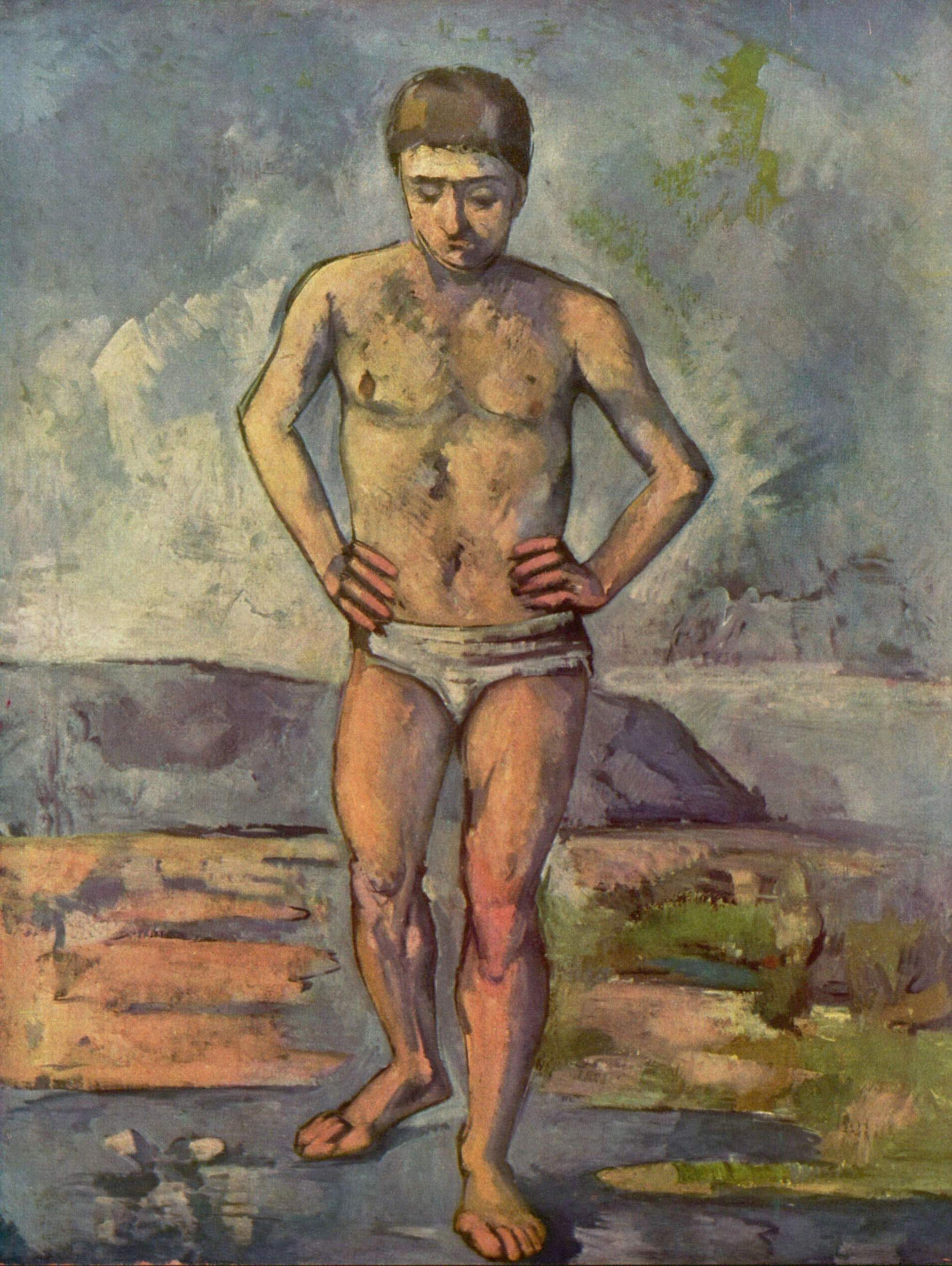
Bather, 1885-1887, Museum of Modern Art
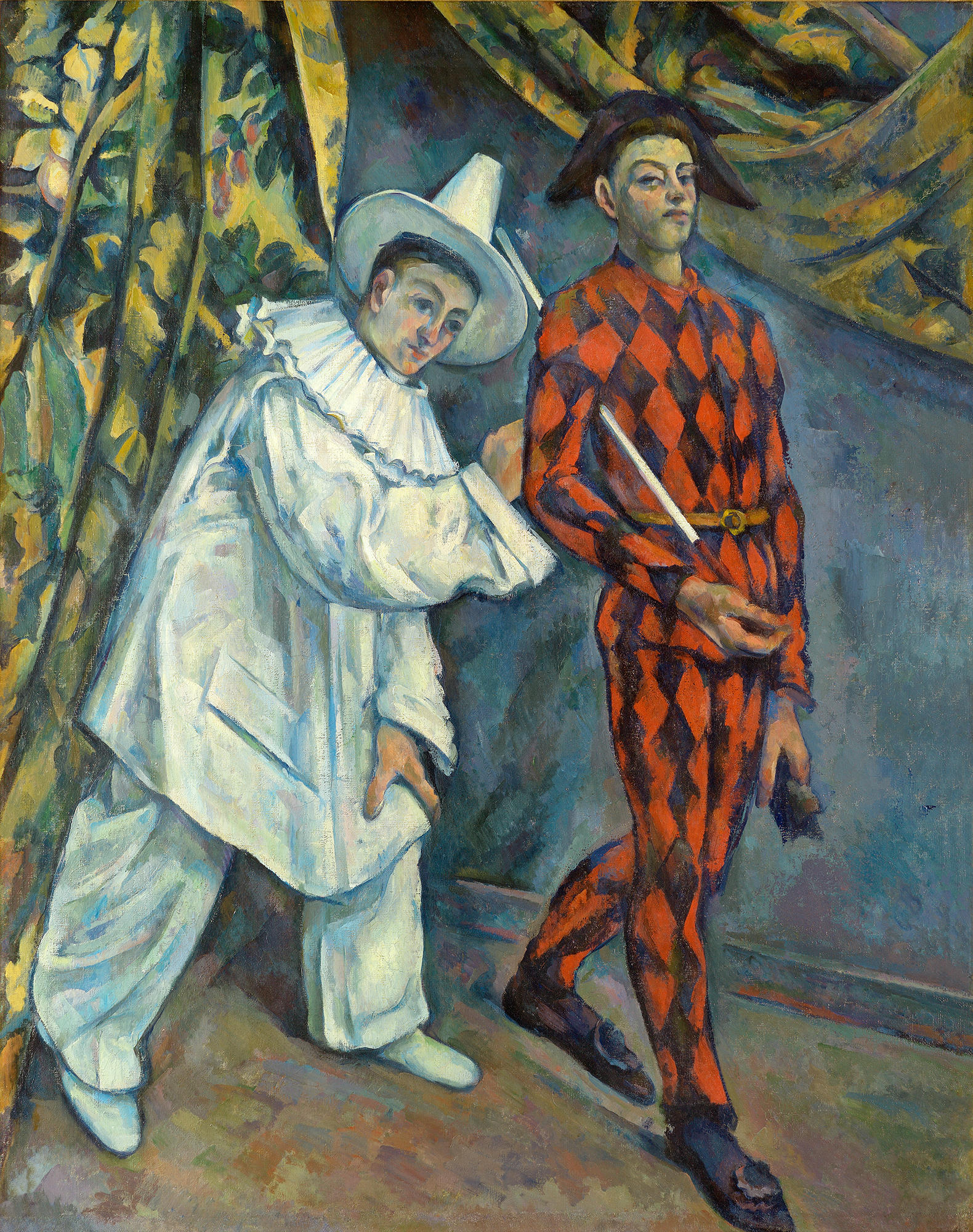
Fastnacht (Mardi Gras), 1888
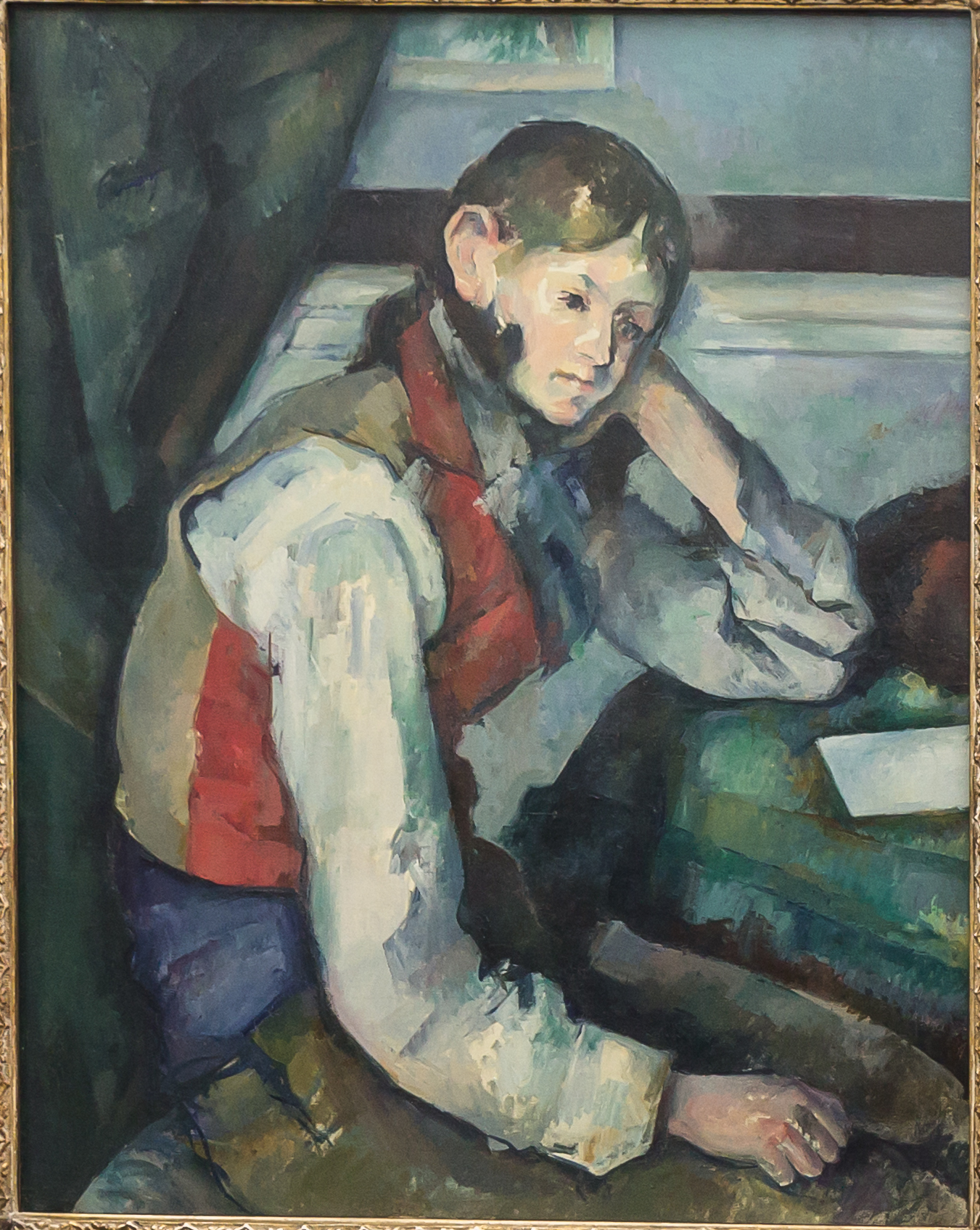
붉은 조끼를 입은 진느 가르송, 1888년 - 1889년
Boy in a Red Vest,(붉은 조끼를 입은 소년) 1888-1890, 내셔널 갤러리 오브 아트, 워싱턴 D.C.
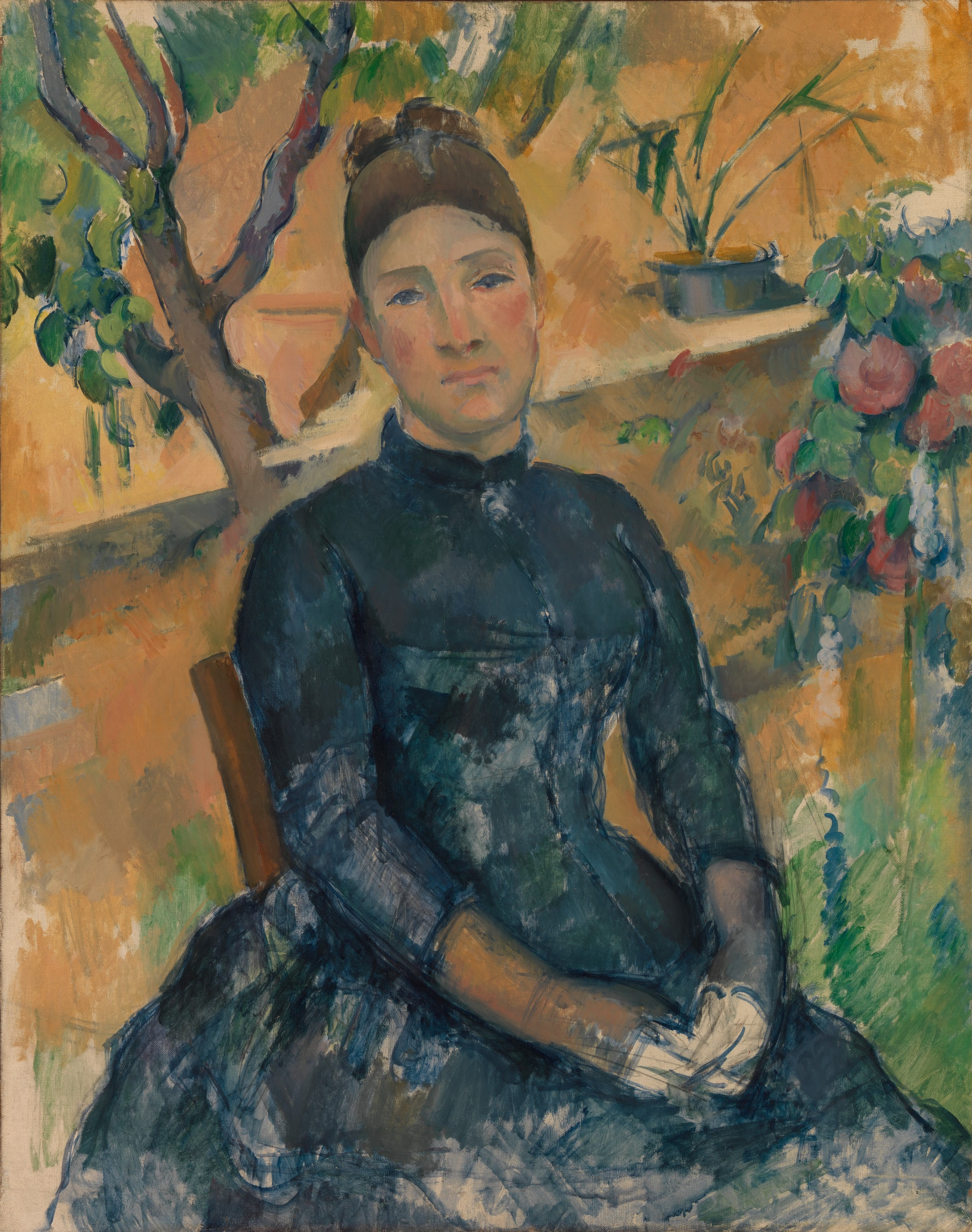
Madame Cezanne in the Greenhouse, 1891-1892, 메트로폴리탄 미술관
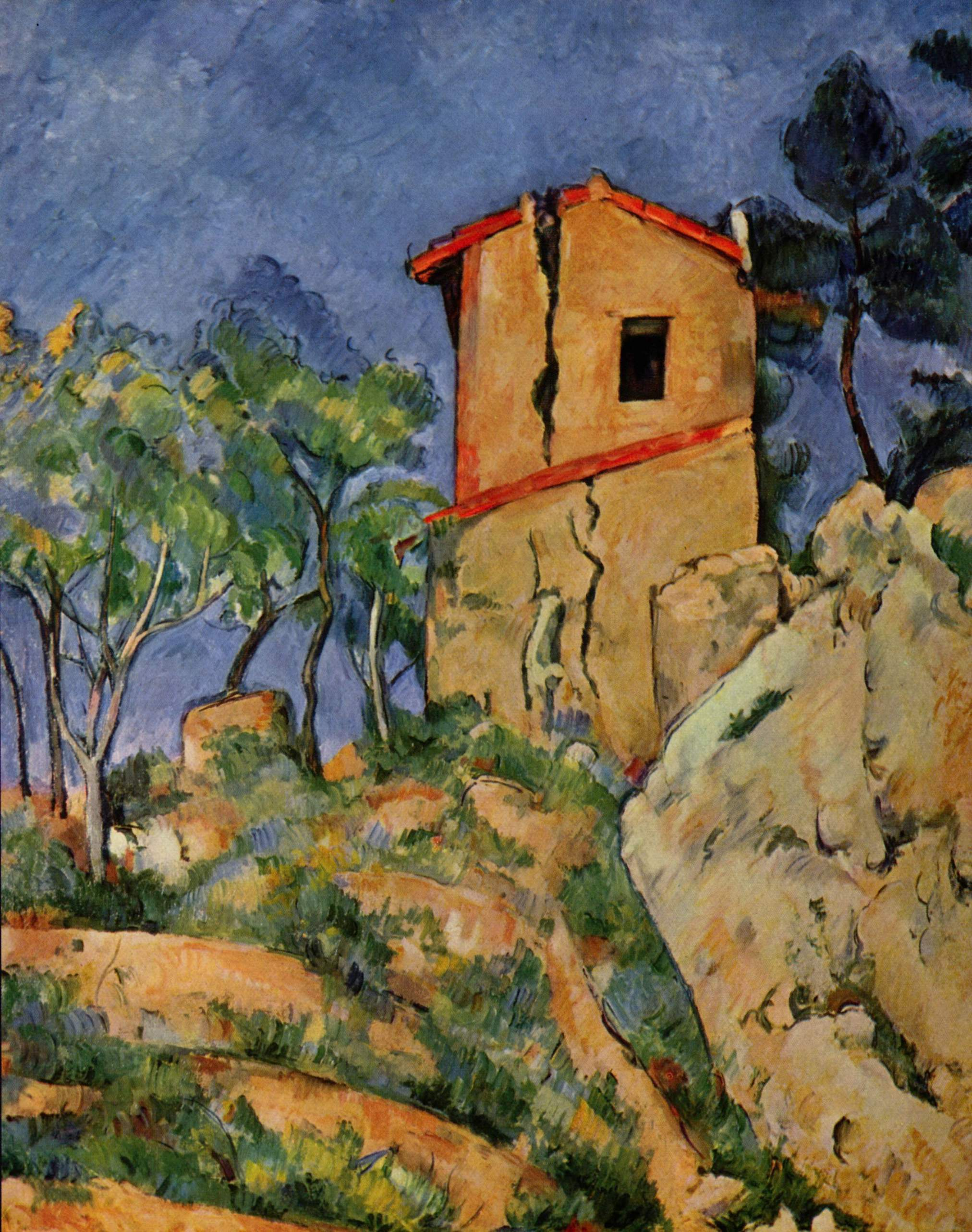
The House with Burst Walls, 1892-1894
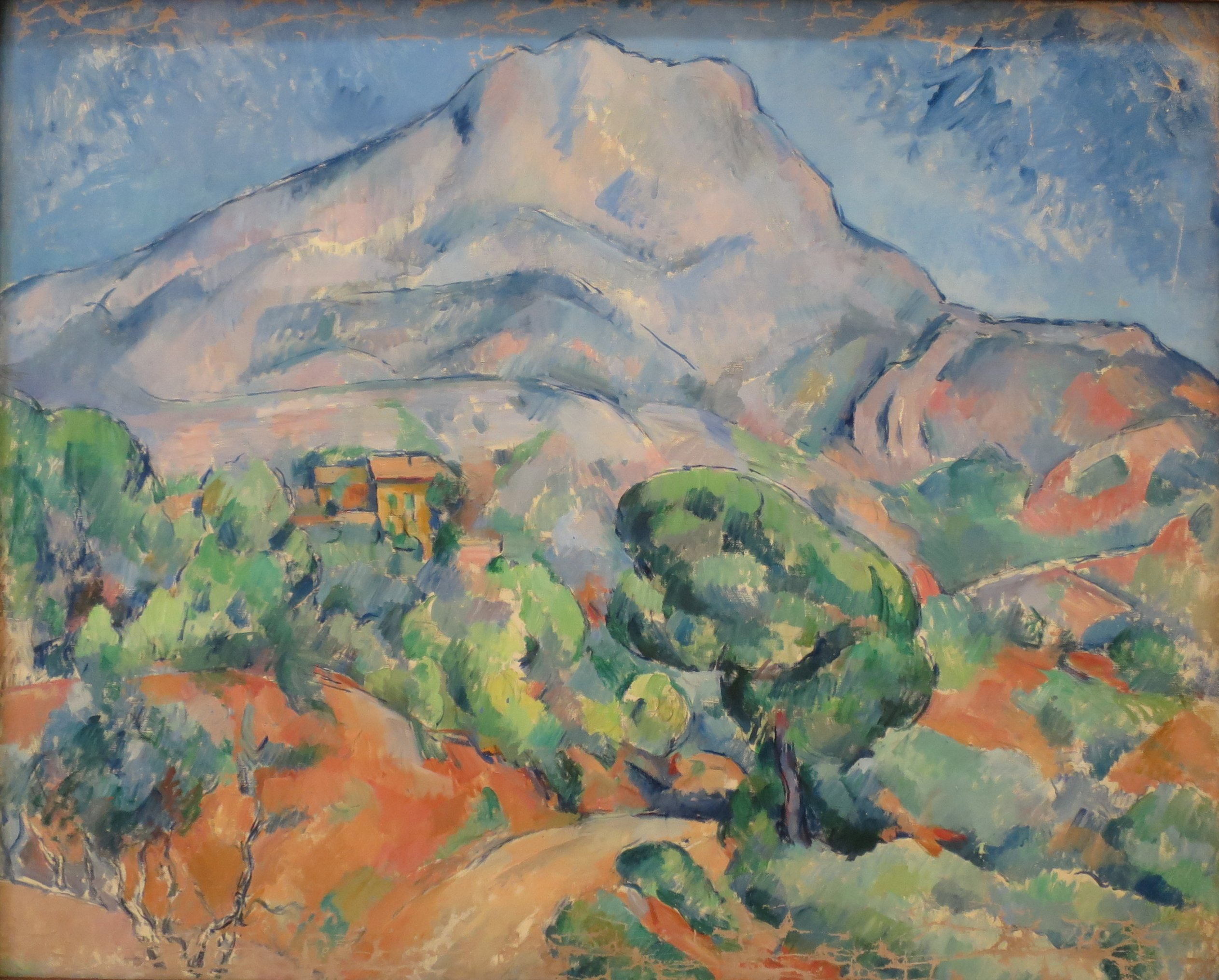
Road Before the Mountains, Sainte-Victoire, 1898-1902, Hermitage Museum, St. Petersburg
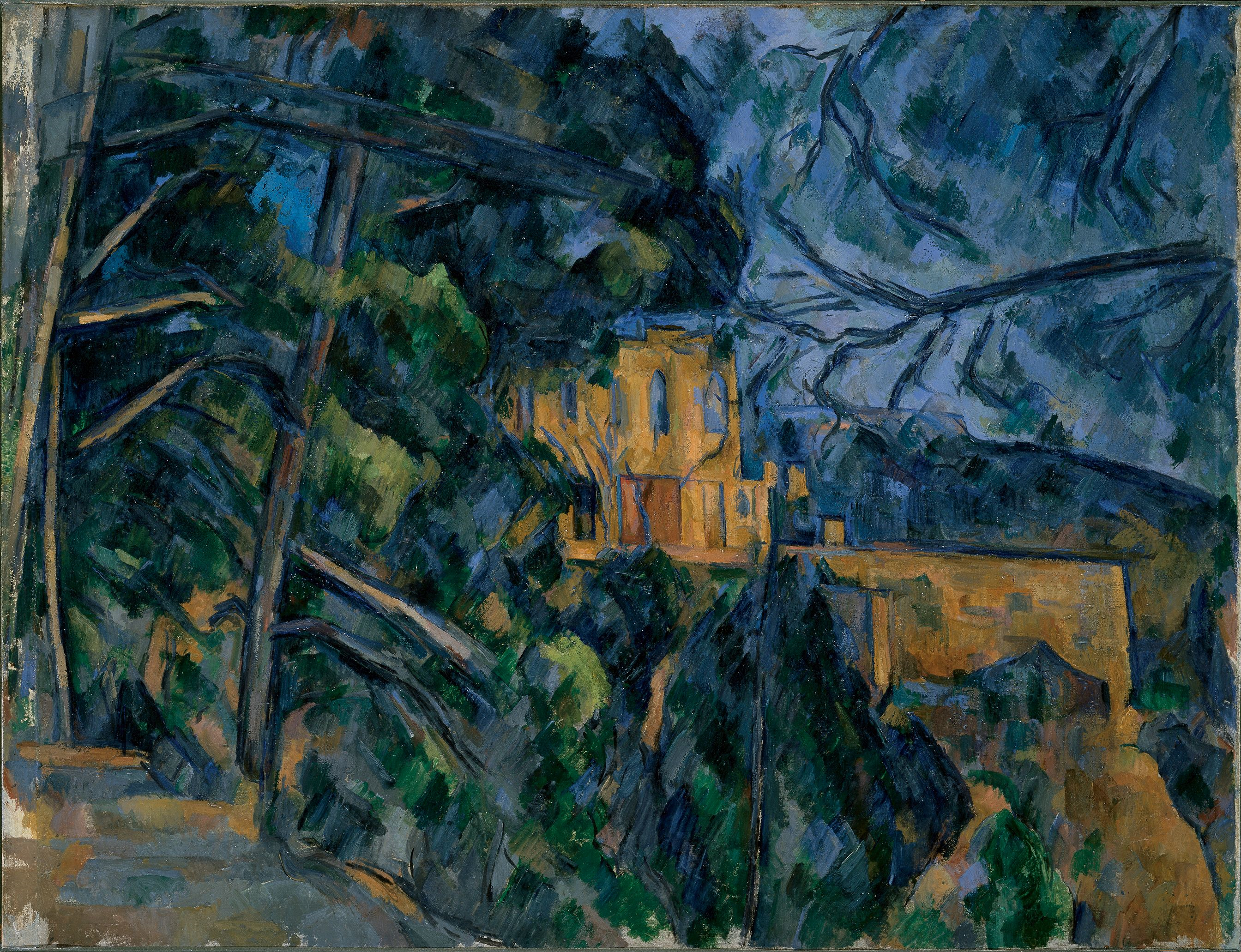
Château Noir, 1900-1904, 내셔널 갤러리 오브 아트, 워싱턴 D.C.
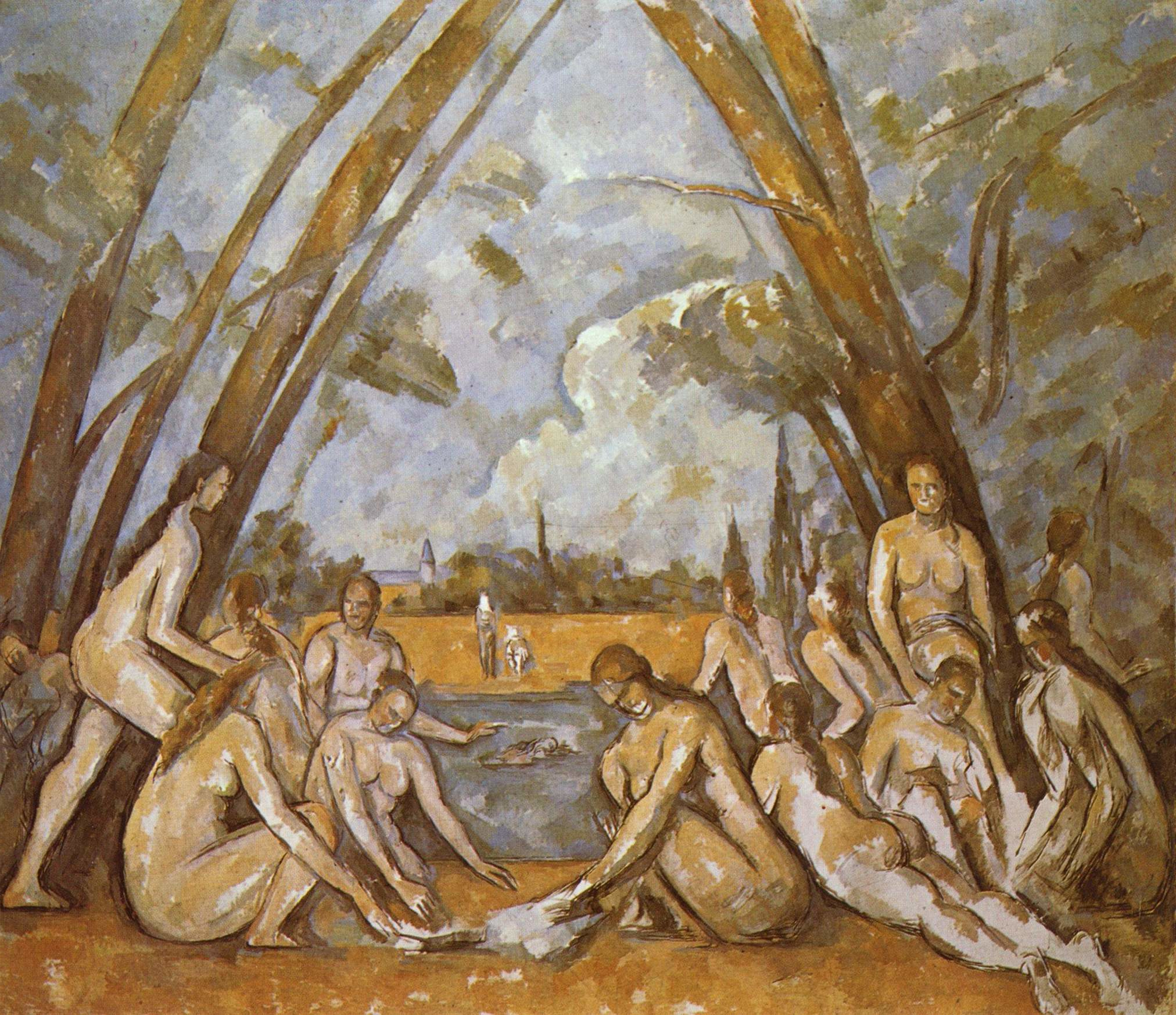
Bathers, 1898-1905, Philadelphia Museum of Art

## 상품화
- 세잔(Cezanne)은 2021년 상반기에 AMD가 출시한 젠 3 기반 AMD 라이젠 가속처리장치(APU)이다.

## 같이 보기
- 탈인상주의